# (73517) Cranbrook
(73517) Cranbrook est un astéroïde de la ceinture principale.

## Description
(73517) Cranbrook est un astéroïde de la ceinture principale. Il fut découvert le 27 mars 2003 aux Monts Santa Catalina par le projet CSS. Il présente une orbite caractérisée par un demi-grand axe de 3,08 UA, une excentricité de 0,09 et une inclinaison de 10,5° par rapport à l'écliptique.

## Compléments